# Chặng đua MotoGP Qatar
Chặng đua MotoGP Qatar (tên chính thức Grand Prix of Qatar) là một chặng đua thuộc giải đua xe MotoGP được tổ chức hàng năm ở trường đua Losail International Circuit, Qatar. Chặng đua này bao gồm ba thể thức là MotoGP, Moto2, Moto3.

## Lịch sử
Chặng đua được tổ chức lần đầu vào năm 2004. Đến năm 2008, chặng đua trở thành chặng đua đầu tiên được tổ chức vào ban đêm và người chiến thắng là Casey Stoner. Từ đó đến nay, chặng đua này luôn là chặng đua mở màn mùa giải (trừ năm 2020 đối với thể thức MotoGP)
Tính đến hết năm 2021 thì tay đua có số lần chiến thắng nhiều nhất là Jorge Lorenzo với 6 lần.
Năm 2015: Valentino Rossi chiến thắng dù chỉ xuất phát từ vị trí thứ 8.
Năm 2020: Do ảnh hưởng của đại dịch Covid-19 nên chặng đua chỉ tổ chức được hai thể thức Moto2 và Moto3. Riêng thể thức MotoGP bị hủy.
Năm 2021: Đây là chặng đua mở màn của mùa giải 2021, tay đua giành pole là Francesco Bagnaia còn người chiến thắng là Maverick Vinales.

## Kết quả theo năm
(Chặng đua luôn được tổ chức ở trường đua Losail International Circuit)
| Năm  | Moto3             | Moto3     | Moto2               | Moto2   | MotoGP                             | MotoGP                             | Chi tiết |
| Năm  | Tay đua           | Xe        | Tay đua             | Xe      | Tay đua                            | Xe                                 | Chi tiết |
| ---- | ----------------- | --------- | ------------------- | ------- | ---------------------------------- | ---------------------------------- | -------- |
| 2022 | Andrea Migno      | Honda     | Celestino Vietti    | Kalex   | Enea Bastianini                    | Ducati                             | Chi tiết |
| 2021 | Jaume Masiá       | KTM       | Sam Lowes           | Kalex   | Maverick Viñales                   | Yamaha                             | Chi tiết |
| 2020 | Albert Arenas     | KTM       | Tetsuta Nagashima   | Kalex   | Thể thức MotoGP bị hủy vì Covid-19 | Thể thức MotoGP bị hủy vì Covid-19 | Report   |
| 2019 | Kaito Toba        | Honda     | Lorenzo Baldassarri | Kalex   | Andrea Dovizioso                   | Ducati                             | Report   |
| 2018 | Jorge Martín      | Honda     | Francesco Bagnaia   | Kalex   | Andrea Dovizioso                   | Ducati                             | Report   |
| 2017 | Joan Mir          | Honda     | Franco Morbidelli   | Kalex   | Maverick Viñales                   | Yamaha                             | Report   |
| 2016 | Niccolò Antonelli | Honda     | Thomas Lüthi        | Kalex   | Jorge Lorenzo                      | Yamaha                             | Report   |
| 2015 | Alexis Masbou     | Honda     | Jonas Folger        | Kalex   | Valentino Rossi                    | Yamaha                             | Report   |
| 2014 | Jack Miller       | KTM       | Esteve Rabat        | Kalex   | Marc Márquez                       | Honda                              | Report   |
| 2013 | Luis Salom        | KTM       | Pol Espargaró       | Kalex   | Jorge Lorenzo                      | Yamaha                             | Report   |
| 2012 | Maverick Viñales  | FTR Honda | Marc Márquez        | Suter   | Jorge Lorenzo                      | Yamaha                             | Report   |
| Năm  | 125cc             | 125cc     | Moto2               | Moto2   | MotoGP                             | MotoGP                             | Chi tiết |
| Năm  | Tay đua           | Xe        | Tay đua             | Xe      | Tay đua                            | Xe                                 | Chi tiết |
| 2011 | Nicolás Terol     | Aprilia   | Stefan Bradl        | Kalex   | Casey Stoner                       | Honda                              | Report   |
| 2010 | Nicolás Terol     | Aprilia   | Shoya Tomizawa      | Suter   | Valentino Rossi                    | Yamaha                             | Report   |
| Năm  | 125 cc            | 125 cc    | 250 cc              | 250 cc  | MotoGP                             | MotoGP                             | Chi tiết |
| Năm  | Tay đua           | Xe        | Tay đua             | Xe      | Tay đua                            | Xe                                 | Chi tiết |
| 2009 | Andrea Iannone    | Aprilia   | Héctor Barberá      | Aprilia | Casey Stoner                       | Ducati                             | Report   |
| 2008 | Sergio Gadea      | Aprilia   | Mattia Pasini       | Aprilia | Casey Stoner                       | Ducati                             | Report   |
| 2007 | Héctor Faubel     | Aprilia   | Jorge Lorenzo       | Aprilia | Casey Stoner                       | Ducati                             | Report   |
| 2006 | Álvaro Bautista   | Aprilia   | Jorge Lorenzo       | Aprilia | Valentino Rossi                    | Yamaha                             | Report   |
| 2005 | Gábor Talmácsi    | KTM       | Casey Stoner        | Aprilia | Valentino Rossi                    | Yamaha                             | Report   |
| 2004 | Jorge Lorenzo     | Derbi     | Sebastián Porto     | Aprilia | Sete Gibernau                      | Honda                              | Report   |